# محفز الأكسدة
محفّزات الأكسدة أو معززات الأكسدة هي مواد كيميائية تحفز الإجهاد التأكسدي، إما عن طريق توليد أنواع أكسجينية تفاعلية، أو عن طريق تثبيط الأنظمة المضادة للأكسدة. يمكن أن يتسبب الإجهاد التأكسدي الناتج عن هذه المواد الكيميائية في إتلاف الخلايا والأنسجة، على سبيل المثال قد تسبب جرعة زائدة من الباراسيتامول المسكن (الأسيتامينوفين) أضرارًا مميتة للكبد، وذلك جزئيًا من خلال إنتاج أنواع من مركبات الأكسجين التفاعلي.
يمكن أن تعمل بعض المواد كمضادات أكسدة أو محفّزات للأكسدة، حسب الشروط الموجودة. تشمل بعض الشروط المهمة تركيز المادة الكيميائية ووجود الأكسجين أو المعادن الانتقالية. في حين تُعتبَر الديناميكا الحرارية أمر هام جدًا، لكن يعتمد اختزال الأكسجين الجزيئي أو البيروكسيد إلى أكسيد فائق أو هيدروكسيل جذري على التوالي إلى قاعدة الاختيار. يقلل ذلك بشكل كبير من معدلات هذه التفاعلات، وبالتالي يسمح بوجود عيوشية أكسجينية بشكل أكبر. نتيجة لذلك، يتضمن اختزال الأكسجين عادة إما تشكّلًا أوليًا لأكسجين أحادي، أو تآثرًا مغزليًا مداريًا من خلال اختزال سلسلة معدنية انتقالية مثل المنغنيز أو الحديد أو النحاس. ينقل هذا المعدن المخفض الإلكترون المفرد إلى الأكسجين الجزيئي أو البيروكسيد.

## المعادن
تُمكن الاستفادة من المعادن الانتقالية كمواد مؤكسدة. على سبيل المثال، التسمم بالمنغنيز المزمن هو مرض كلاسيكي «مُحفّز للأكسدة». يوجد مرض آخر مرتبط بالوجود المزمن لسلسلة معادن انتقالية مُحفّزة للأكسدة هو داء ترسب الأصبغة الدموية، المرتبط بوجود مستويات عالية من الحديد. وبالمثل، يرتبط مرض ويلسون بوجود مستويات عالية من النحاس في الأنسجة. تميل هذه المتلازمات للتظاهر بأعراض مشتركة. وبذلك تكون جميع هذه الأعراض عرضية لداء ترسب الأصبغة الدموية (على سبيل المثال)، والذي هو اسم آخر لمرض السكري البرونزي. كما رُبط وجود الباراكوات المحفزة للأكسدة في مبيدات الأعشاب، ومرض ويلسون، والحديد المُخطّطي، بالباركنسونية البشرية. تُسبّب الباركوات أيضًا أعراضًا تشبه الأعراض الباركنسونية عند القوارض.